# Trichilia adolfii
Trichilia adolfii är en tvåhjärtbladig växtart som beskrevs av Hermann August Theodor Harms. Trichilia adolfii ingår i släktet Trichilia och familjen Meliaceae. Inga underarter finns listade i Catalogue of Life.